# Affaire du duc d'Enghien

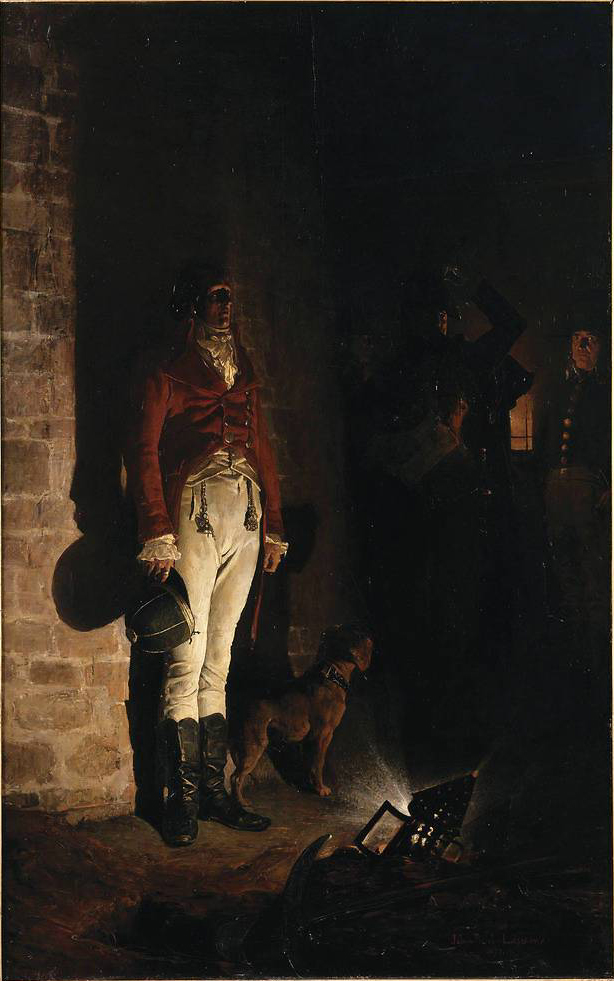
Le duc d'Enghien dans les fossés de Vincennes, par Jean-Paul Laurens (1873).

L'affaire du duc d'Enghien recouvre l'enlèvement sur le territoire de l'électorat de Bade de Louis Antoine de Bourbon-Condé, duc d'Enghien, petit-fils du prince de Condé, lié aux émigrés royalistes et soupçonné d'implication dans la conspiration de Georges Cadoudal, à la suite d'une opération de la police secrète dirigée par Savary et menée par le général Ordener. Le prince est jugé sommairement et exécuté dans les fossés du château de Vincennes, le 21 mars 1804.

## Contexte
En 1803, alors que la guerre a repris avec l'Angleterre, le pouvoir de Napoléon Bonaparte reste aveugle aux menaces d'attentat depuis la suppression du ministère de la Police de Fouché en septembre 1802. Trompés par la liberté de la presse qui règne à Londres, les réseaux anglo-royalistes croient qu'il est possible de renverser le régime et de prendre le pouvoir en s'emparant de la personne du Premier consul. Dès juillet 1803, des conspirateurs retraversent la Manche et viennent se cacher à Paris. Ce n'est que le 29 février 1804, après de nombreuses maladresses, qu'est découverte la conspiration contre le Premier consul ; l'émoi est vif dans la capitale, la presse se déchaîne contre la conjuration, Paris se trouve comme en état de siège, avec des troupes aux portes d'octroi pour intercepter les conjurés.
Talleyrand, dont le rôle exact dans l'affaire est discuté, suspect aux yeux de Bonaparte par son attitude équivoque dans les mois qui précèdent, utilise cette crise pour renforcer sa position. Dans ses mémoires, Bonaparte indique que « c'est Talleyrand qui [l]'a décidé à arrêter le duc d'Enghien », mais il revendique l'exécution comme sa décision personnelle. L'exécution du jeune duc a pour objectif de démoraliser les royalistes, opposés au Consulat.

## Projet
Le projet prend forme lors de l'enquête policière conduite sur la tentative d'enlèvement ou d'assassinat du Premier consul en octobre 1803, dite « conspiration de l'an XII ». L'attentat, organisé par Cadoudal et le général Pichegru, implique aussi le général Moreau. Interrogé par Pierre-François Réal, conseiller d'État chargé de la suite de cette affaire, Bouvet de Lozier avoue en outre que les comploteurs attendent l'arrivée d'un jeune prince de sang royal. Ce prince introuvable pourrait être un des fils du comte d'Artois. Le Ridant, aide de camp de Cadoudal, avoue la présence d'un prince à Paris qui n'est vraisemblablement que Polignac. Or un policier a affirmé sur les dires de chouans qu'un prince d'Orléans est à Paris et que le duc d'Enghien va prochainement rentrer en France. Celui-ci est installé à  Ettenheim, dans le margraviat de Bade à quelques lieues de la frontière française. Officier à la solde de l'Angleterre, il a plusieurs fois traversé la frontière pour tenter de soulever l'Alsace. Un rapport transmis au Premier consul par Talleyrand indique qu'il reçoit chez lui le « traître » Dumouriez et un des plus actifs agents anglais, le colonel Smith. Il est confirmé par un autre rapport du général Moncey. Bonaparte hésitant réunit Talleyrand, Cambacérès, Fouché et Murat. Seul Cambacérès plaide contre une arrestation et une exécution possible du duc. Mais conforté par Talleyrand et Fouché, Bonaparte ordonne de faire enlever les conjurés.
L'objectif est alors de saisir les conjurés, à savoir le duc d'Enghien, Mme de Reich, Dumouriez et un colonel anglais, ainsi que les correspondances des personnes visées, en espérant y collecter des preuves de complot. Pour ce faire, deux missions sont lancées : l'une vers Ettenheim, commandée par le général Ordener, et l'autre vers Offenburg, commandée par le général Caulaincourt. Les deux commandants ont pour lieu de départ la ville de Strasbourg, où ils se concertent avec le général Leval, commandant de la cinquième division militaire, et le conseiller Henri Shée, qui y a des fonctions de préfet.

### Enlèvement du duc

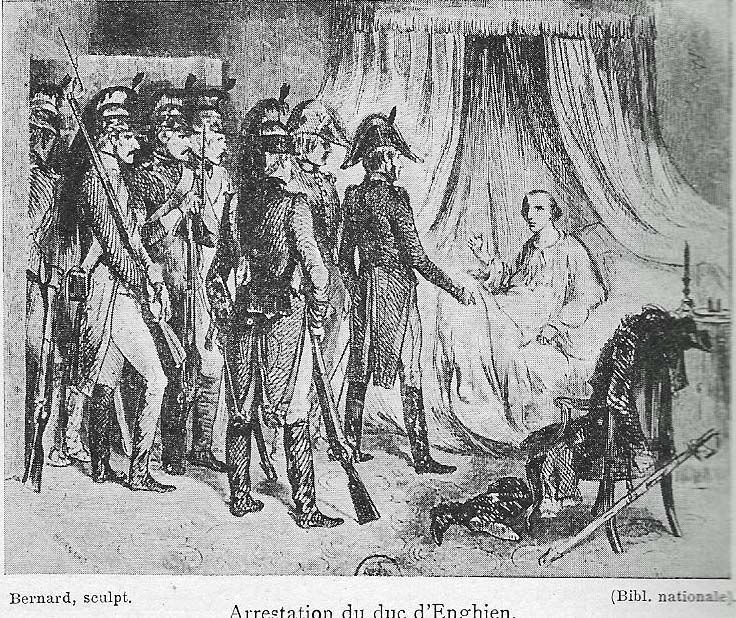
Le duc d'Enghien arrêté dans sa maison d'Ettenheim.

Le 15 mars 1804, un détachement d'un millier d'hommes du 22e de dragons (dont son colonel, Jean Augustin Carrié de Boissy) franchit le Rhin à Rhinau, se dirige vers Ettenheim, à 10 km de la frontière, et enlève le duc. Celui-ci est enfermé à Strasbourg, puis transféré à Vincennes, où il arrive le 20 mars.

### Missions de Caulaincourt
Le général de Caulaincourt, aide de camp du Premier consul, reçoit de Berthier, ministre de la Guerre, l'ordre d'arrêter la baronne de Reich. Il reçoit également de la part de Talleyrand, ministre des Relations extérieures, une lettre pour le baron d'Edelsheim, ministre principal de Charles Ier, électeur de Bade alors allié de la France. L'ensemble de l'affaire se déroule sur les terres de celui-ci. Il s'agit pour Caulaincourt d'une mission diplomatique.
Le policier Charles Popp sera chargé par Caulaincourt d'examiner les papiers du prince envers qui il se montrera très respectueux, lui rendant même une lettre de Mlle de Rohan. Plus tard, le duc de Bourbon, père du duc d'Enghien, attestera de cela ce qui n'empêcha pas Popp d'être proscrit à la Restauration, comme le dit le général de Vaudoncourt dans ses Mémoires d'un proscrit.

### Personnes arrêtées
Le citoyen Charlot, chef du 38e escadron de gendarmerie, dans son rapport au général Moncey, premier inspecteur général de la gendarmerie, cite comme ayant été arrêtés :
- Louis-Antoine-Henri Bourbon, duc d'Enghien, le général marquis de Thumery, le colonel baron de Grunstein, le lieutenant Schmidt ;
- l'abbé Wenborm, aide de l'ancien archevêque de Strasbourg et son secrétaire l'abbé Michel ;
- les domestiques du duc qui continuent à le servir : il s'agit de Jacques, son secrétaire, Simon Ferrand, son valet de chambre, et des domestiques Pierre Poulain et Joseph Canon, de même que son chien Mohiloff.

Sont aussi arrêtées puis envoyées à Paris dans le cadre de cette affaire la fille, la femme et la maîtresse du général Lajolais, Thérèse Jacquet de Saint-Dié. Dans les papiers de cette dernière est trouvé le chiffre du général déjà sous les verrous pour sa complicité avec Pichegru. L'abbé Aymar, grand-vicaire du cardinal de Rohan, madame Kinglin d'Essert sont également appréhendés. M. Briançon, émigré rayé et contrôleur de la poste aux lettres de Strasbourg, et M. Boug d'Orschwiller, ex-capitaine de la Légion noire de Mirabeau, sont arrêtés à Colmar.

## Tribunal militaire
Le 27 ventôse, le prince est tiré de sa prison de Strasbourg vers une heure du matin afin de partir en malle poste pour Paris. Il arrive à l'hôtel de Galiffet, 84 rue du Bac où se situait le ministère des affaires étrangères, mais n'a pas le loisir de descendre de voiture avant d'être conduit au château de Vincennes vers 17h30 le 28 ventôse.

### Composition

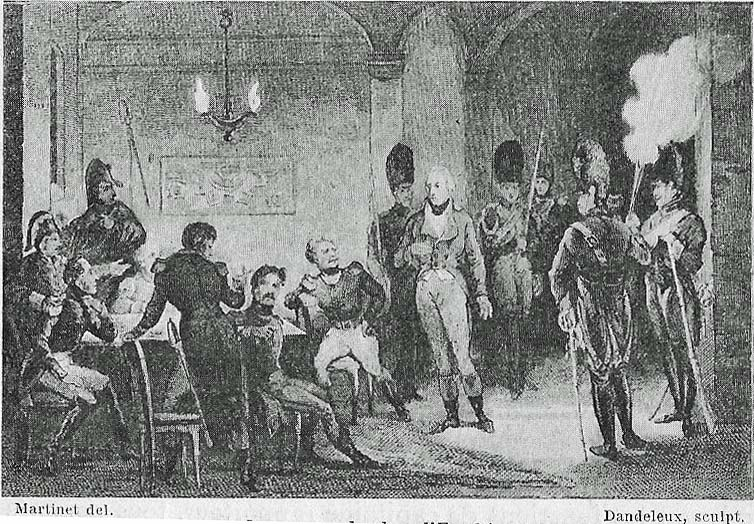
Le duc d'Enghien devant ses juges.

Nommé par Murat, gouverneur de Paris, qui choisit parmi les unités présentes en ville des officiers supérieurs pour siéger. Sont nommés :
- le général Hulin, commandant des grenadiers à pied de la Garde des consuls, comme président ;
- le colonel Guiton du premier régiment de cuirassiers ;
- le colonel Bazancourt du 4e régiment d'infanterie de ligne ;
- le colonel Ravier du 18e régiment d'infanterie légère ;
- le colonel Barrois du 96e régiment d'infanterie de ligne ;
- le colonel Rabbe, commandant du 2e régiment de garde municipale ;
- le major Dautancourt de la Gendarmerie d'élite, comme rapporteur.

Il était prévu que le colonel Colbert, de la gendarmerie d'élite, soit nommé ; ce dernier n'ayant pu être joint, il fut remplacé selon les sources par Bazancourt ou Dautancourt.
Les membres du tribunal ont été nommés sans connaître l'objet de leur affectation au château ; ils ne reçurent le texte de la mise en accusation qu'une fois sur place.

### Protection du tribunal
Le général Savary, aide de camp du Premier consul, colonel de la Légion de gendarmerie d'élite, réunit celle-ci avec une brigade d'infanterie pour se rendre au château de Vincennes. Les gendarmes sont placés à l'intérieur de la forteresse pour en assurer la garde contre toute intrusion.

### Jugement
Jugé le soir même par une commission militaire présidée par le général Hulin, sans témoin ni défenseur, sans que les papiers saisis fussent portés à la connaissance du tribunal. Selon le texte du jugement signé par les sept juges, le duc d’Enghien est condamné à mort pour faits d'armes contre la France et être soldé par l'Angleterre. Le texte publié dans Le Moniteur universel fait mention des chefs suivants :
- avoir porté les armes contre la République française ;
- avoir offert ses services au gouvernement anglais, ennemi du peuple français ;
- avoir reçu et accrédité près de lui des agents dudit gouvernement anglais, leur avoir procuré les moyens de pratiquer des intelligences en France, et avoir conspiré avec eux contre la sûreté intérieure et extérieure de l'État ;
- s'être mis à la tête d'un rassemblement d'émigrés français et autres, soldés par l'Angleterre, formés sur les frontières de la France dans les pays de Fribourg et de Baden ;
- avoir pratiqué des intelligences dans la place de Strasbourg, tendant à faire soulever les départements circonvoisins pour y opérer une diversion favorable à l'Angleterre ;
- être l'un des auteurs et complices de la conspiration tramée par les Anglais contre la vie du Premier consul, et devant, en cas de succès de cette conspiration, entrer en France[6].

### Application

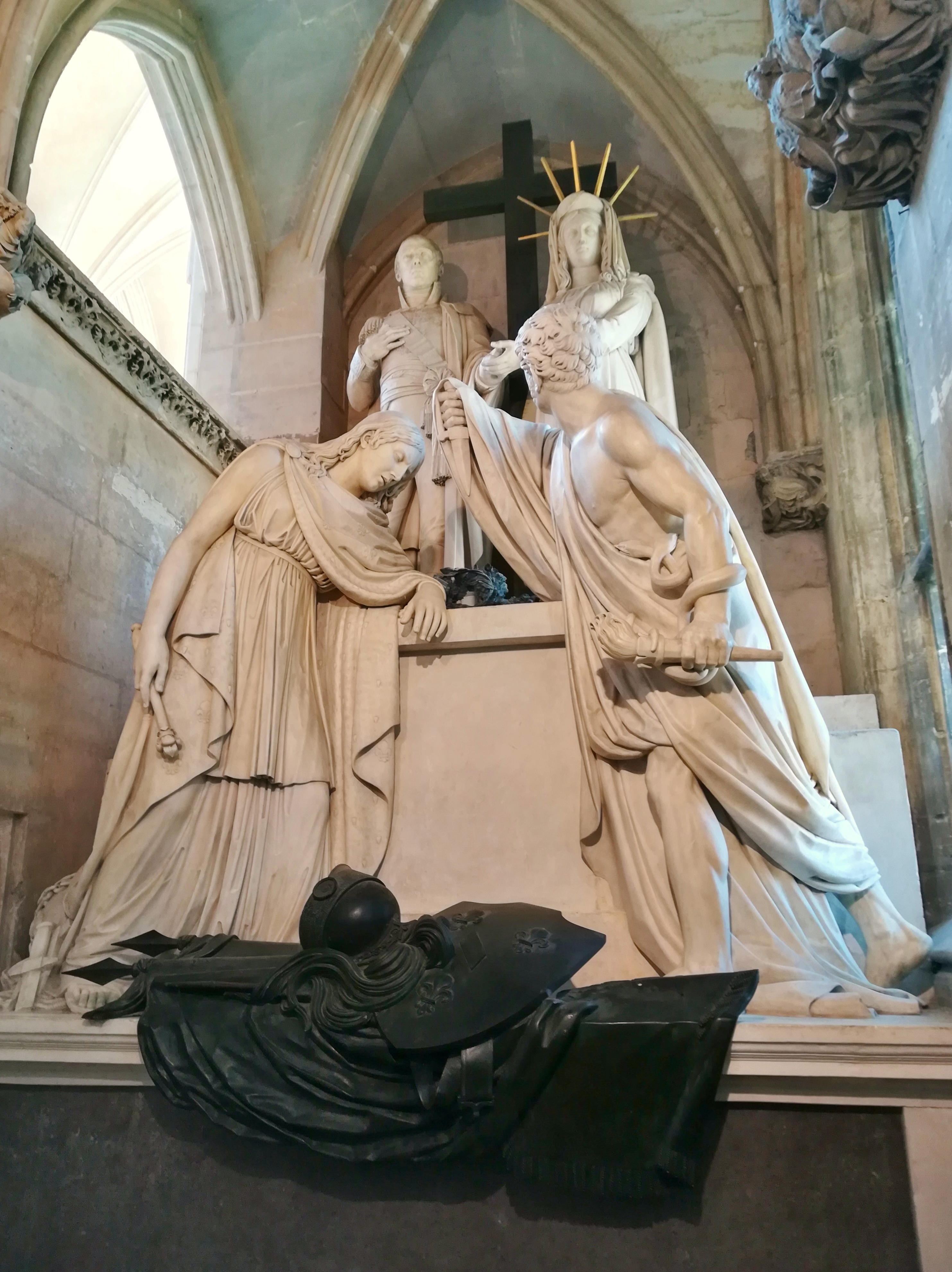
Pierre Louis Deseine : le tombeau du duc d'Enghien (1825, Sainte-Chapelle du Château de Vincennes).

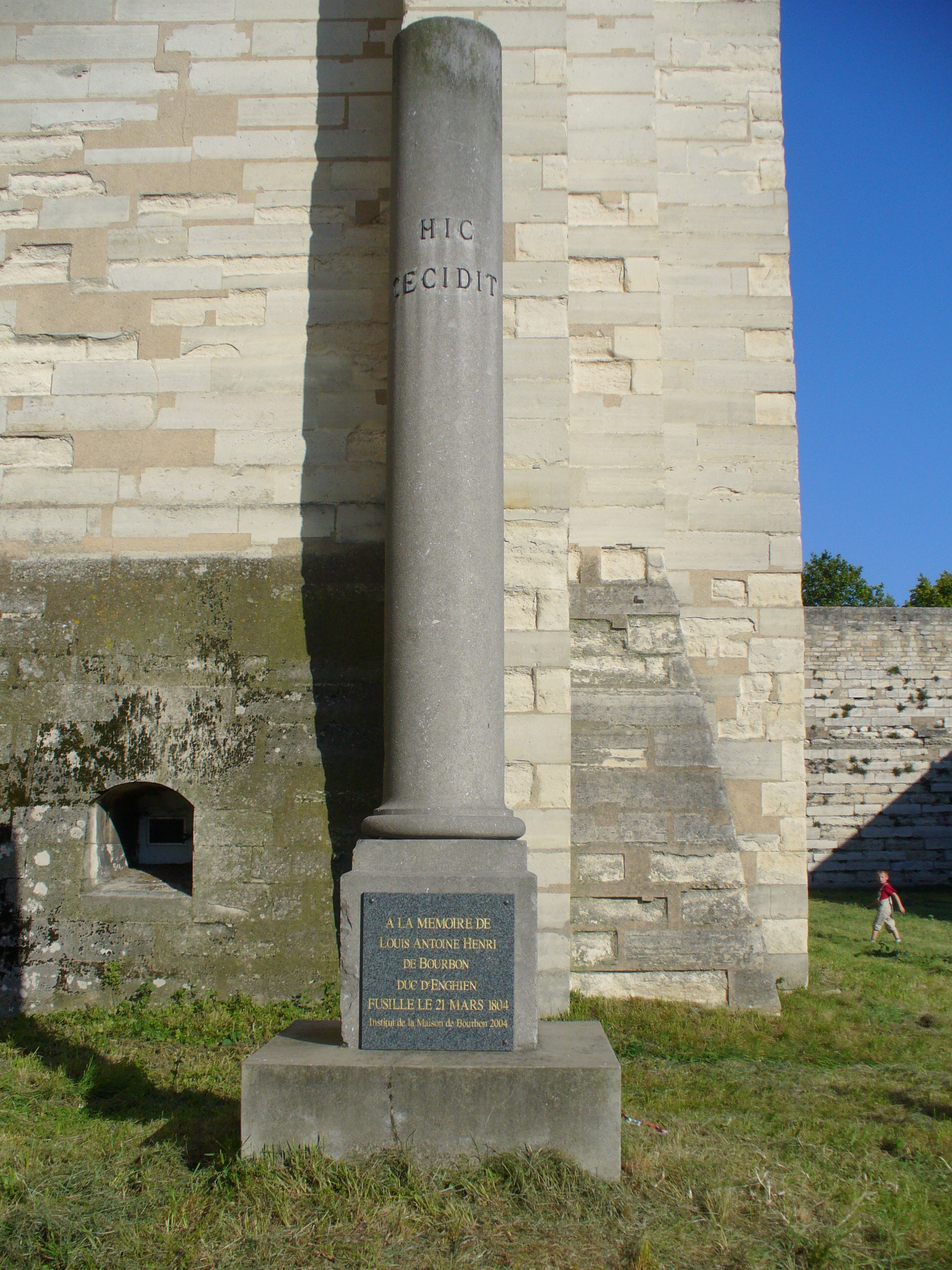
Lieu d'exécution du Duc d'Enghien. Fosses du Château de Vincennes.

Les jugements de la commission militaire n'étant susceptibles ni d'appel ni de cassation, la sentence de mort est immédiatement exécutoire. Le colonel Barrois est le seul membre du tribunal à demander un sursis à l'exécution. Vers trois heures du matin, le duc est conduit devant le peloton d'exécution, composé de huit hommes. Un officier de la gendarmerie d'élite lut l'acte d'accusation, le duc d'Enghien demanda à rencontrer Napoléon Bonaparte, l'officier lui répondit que cela ne pouvait se faire. Le duc insista et demanda à lui écrire, l'officier opposa le même refus. Enfin, le duc demanda à commander lui-même le feu mais essuya un ultime refus. Il dit : « Combien il est affreux de périr de la main des Français ! », à ces mots l'officier Savary cria « Commandez le feu ! », le duc ayant le temps de lancer au peloton d'exécution « Visez au cœur ». Le duc s'écroula sous les huit coups de feu, son corps fut enterré dans la fosse fraîchement creusée derrière lui. On entendit ensuite les aboiements de Molihoff, le chien russe du duc, qui pleurait sur la tombe de son maître[source insuffisante].
Dans sa Vie de Napoléon (1818), Stendhal raconte que William Warden, qui avait la garde de Napoléon sur l'île Saint-Hélène et a eu de nombreuses conversations avec lui, a dit à celui-ci avoir vu de ses yeux une copie d'une lettre à Napoléon rédigée par le duc d'Enghien avant sa mort, où le duc affirme qu'il ne croit plus au retour des Bourbons et qu'il aspire seulement à servir la France. Napoléon, pour sa part, affirme n'avoir jamais reçu aucune lettre.
En 1816, Louis XVIII fait exhumer le corps du duc d'Enghien, et le fait déposer dans la Sainte-Chapelle du château de Vincennes. La conception du tombeau est confiée à Pierre Louis Deseine, mais il ne sera achevé qu’en 1825. Placé tout d'abord contre le mur du chevet de la chapelle, le tombeau est déplacé dans un petit oratoire latéral ("l'oratoire du roi") en 1852 sur ordre de Napoléon III.

## Suites de l'affaire

### Complot
Pichegru se suicida peu après, dans sa prison, tandis que Cadoudal fut guillotiné avec onze complices le 25 juin 1804. Avant son exécution, ce dernier déclara : « Nous voulions faire un roi, nous avons fait un empereur ».

### Politique
Faute de preuves de la participation du duc à l'attentat, les deux hommes envisageaient manifestement, selon l'historien Jacques Bainville, de faire un exemple : « Le prince annoncé par les conspirateurs royalistes ne paraissant pas, Napoléon ne voulut pas abandonner le plan qu'il avait formé. Il fit enlever de force le jeune prince de Condé, duc d'Enghien, qui se trouvait à Ettenheim, en territoire badois, et qui fut passé par les armes après un simulacre de jugement. ». Toujours pour Jacques Bainville, « une fois Enghien fusillé, il [Napoléon] avait donné le gage suprême à la Révolution, il s’était mis du côté des régicides […]. Sans le fossé de Vincennes, l'Empire était impossible et les républicains ne l'auraient pas accepté ».
Le député de la Meurthe Antoine Boulay eut ce mot à propos de ce jugement : « C'est pire qu'un crime, c'est une faute ». Le nom de Boulay étant peu connu du grand public, cette phrase, attestée par des témoignages de l'époque, se retrouvera souvent attribuée à Fouché, et parfois même à Talleyrand.[réf. nécessaire]
À la Restauration, en 1814, Talleyrand fait disparaître tous les documents se rapportant à cette affaire.

### Justification des acteurs

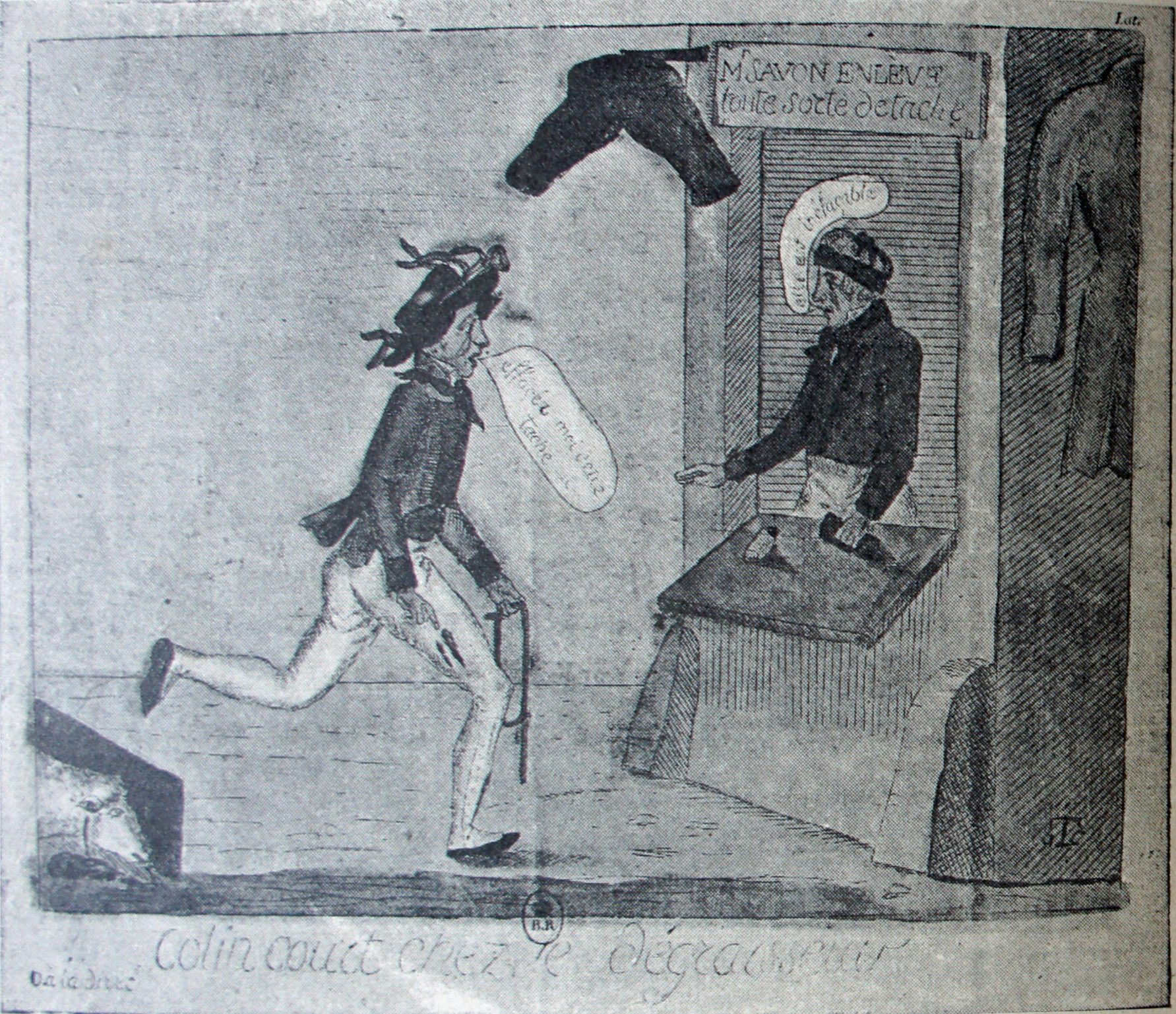
Titre Colin court chez le dégraisseur, les phylactères effacéz moi cette tache par Caulaincourt et elle est inéfaçable par le Mr SAVON ENLEVE toute sorte de tache comme enseigne de l'ouvrier.

Le duc de Vicence fit valoir que son rôle se restreignait à l'expédition vers Offenburg, il était beaucoup raillé par les pamphlets. Le général Hulin a regretté ensuite qu'il ne lui ait pas été laissé le loisir de faire appel à la clémence du Premier consul.

### Conséquences internationales

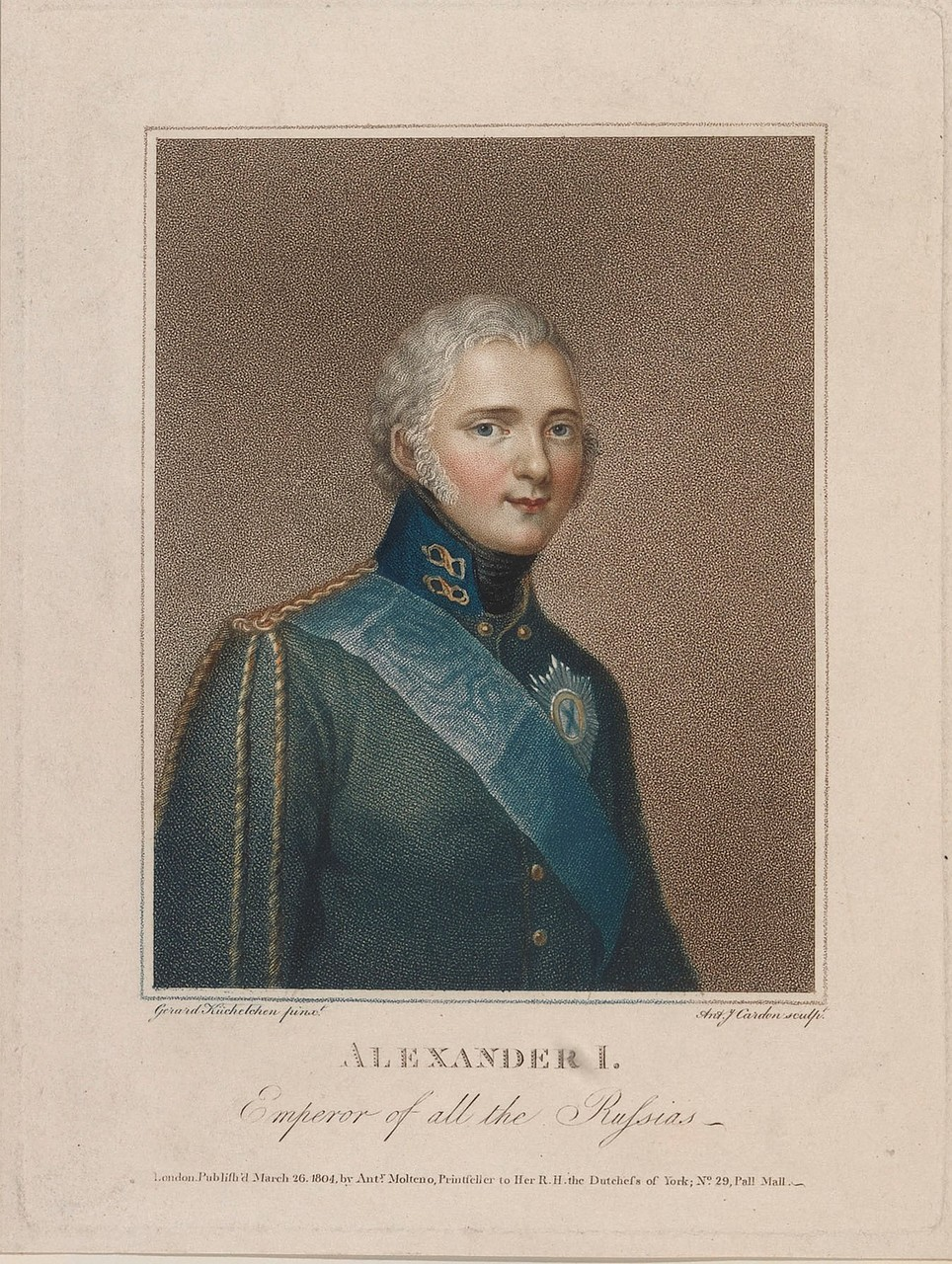
Alexandre Ier de Russie, gravure d'après une toile de Gerhard von Kügelgen, 1804.

Le jeune tsar Alexandre Ier, monté sur le trône par l'assassinat de son père Paul Ier en 1801, avait inauguré son règne par une série de réformes libérales inabouties mais généreuses. Ne voulant pas s'engager dans les guerres européennes, il avait signé un traité avec la France le 10 octobre 1801 tout en se réconciliant avec la Grande-Bretagne et l'Autriche. Cependant, son attitude envers le Premier Consul passe progressivement de l'admiration à une méfiance croissante aggravée par leurs revendications contradictoires sur les îles Ioniennes. Alexandre souhaite protéger la Prusse et les États allemands contre les ambitions françaises, d'autant plus qu'il est apparenté aux princes allemands par ses grands-parents, sa mère Marie Feodorovna (née Sophie-Dorothée de Wurtemberg) et son épouse Élisabeth Alexeïevna (née Louise Augusta de Bade) : lors du recès d'Empire de 1803, il veille à assurer de substantielles compensations à l'électeur de Bade. Aussi la violation de la souveraineté badoise et l'exécution sommaire du jeune prince provoquent-elles son indignation et celle de sa cour. Le 5 avril 1804, il dicte à son ministre Adam Jerzy Czartoryski une vive protestation : « Sa Majesté impériale indignée d'une infraction aussi criante de tout ce que l'équité et le droit des nations peuvent prescrire de plus obligatoire, répugne de conserver plus longtemps des rapports avec un gouvernement qui ne connaît ni frein, ni devoir d'aucun genre et qui, entaché d'un assassinat atroce, ne peut plus être regardé que comme un repaire de brigands. » Cependant, il hésite à rompre ses relations avec la France, et ses ministres le persuadent de ne publier qu'une protestation plus tempérée devant la Diète de Ratisbonne. Talleyrand envenime l'affaire par une lettre ironique où il rappelle que la France ne s'est jamais mêlée des affaires intérieures russes et que le Premier Consul a eu le droit de faire saisir un conspirateur à l'étranger comme la Russie aurait eu celui de punir les assassins de Paul Ier en pareil cas, alors qu'Alexandre est soupçonné d'avoir incité au meurtre de Paul. Le tsar rappelle de France son ambassadeur Pierre d'Oubril (de) et, sans aller jusqu'à la guerre dans l'immédiat, se rapproche des adversaires de la France.
Gustave IV Adolphe, roi de Suède, qui était un ami personnel du duc d'Enghien, rompt aussi ses relations diplomatiques avec la France. Il négocie avec le Royaume-Uni et la Russie et rejoint la Troisième Coalition ; après une phase de négociations et de subsides, la Suède déclare la guerre à la France le 31 octobre 1805. Les relations entre les deux pays ne seront rétablies qu'en 1807 après les traités de Tilsit.

### Iconographie

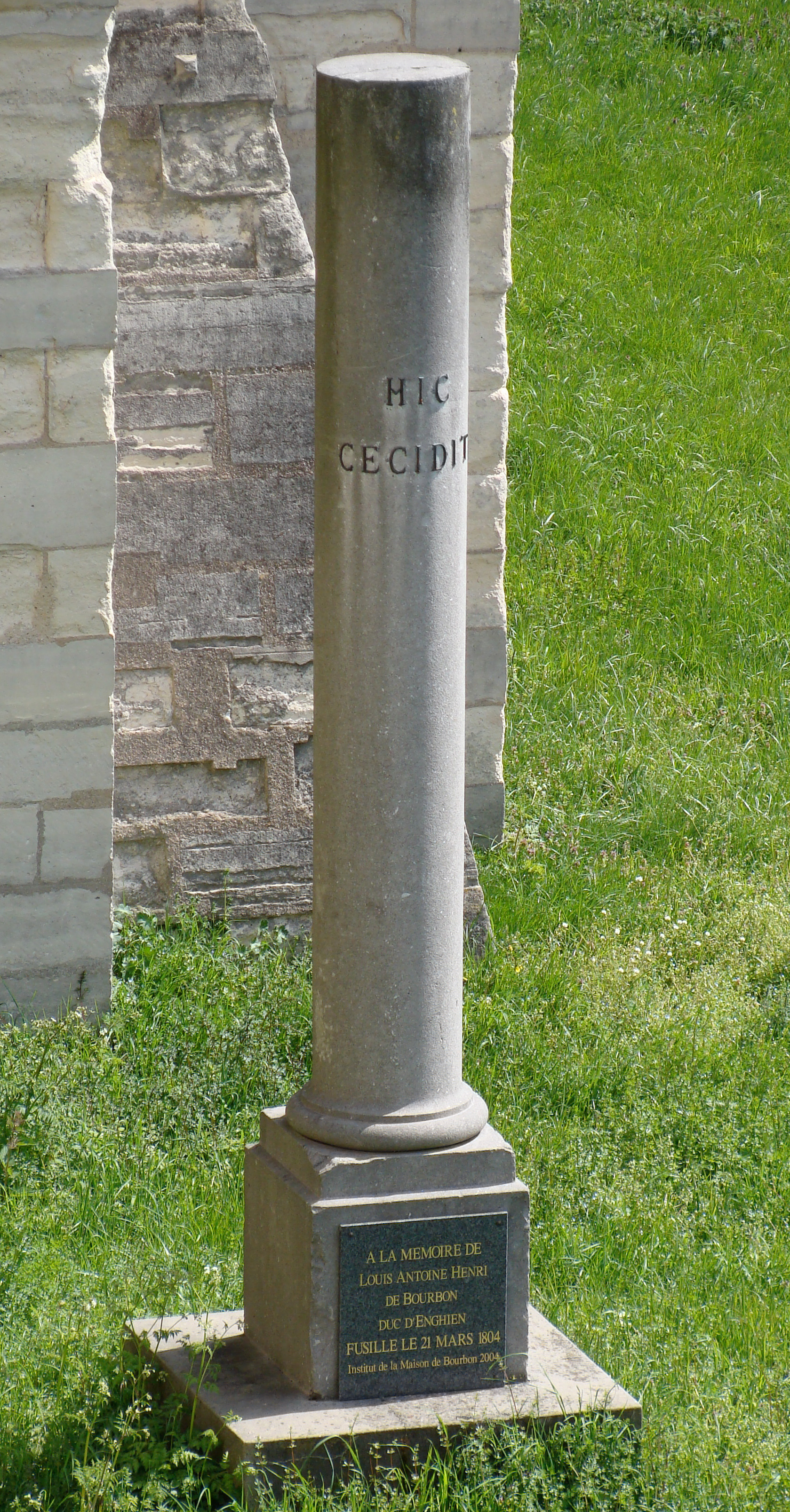
Monument dans les fossés de Vincennes, côté bois.

L'exécution du duc d'Enghien a donné lieu à des tableaux :
Le duc d'Enghien dans les fossés de Vincennes et La Mort du duc d'Enghien de Jean-Paul Laurens
Le duc d’Enghien face au peloton d’exécution par Job

## Cinéma
- La Mort du duc d'Enghien en 1804, film muet d'Albert Capellani, sorti en 1909, avec Georges Grand dans le rôle du duc d'Enghien.
- L'Affaire du duc d'Enghien est évoquée dans le film Austerlitz (1960 ), d'Abel Gance avec Pierre Mondy.

## Télévision
- L'Exécution du duc d'Enghien[19], épisode de la série La Caméra explore le temps de Stellio Lorenzi, diffusé en 1958, avec Georges Descrières dans le rôle du duc d'Enghien.
- Les Fossés de Vincennes, téléfilm français réalisé par Pierre Cardinal, à partir du scénario de Jean Cau et Jacques-Francis Rolland, diffusé le jeudi 13 janvier 1972 sur la deuxième chaîne de l'ORTF.
- Napoléon, épisode 2, avec David La Haye dans le rôle du duc d'Enghien.

### Publications les plus récentes
- Daniel Amson et Jean-Gaston Moore, « Le Duc d'Enghien ou le Procès de la rupture », dans Les Grands procès, Paris, Presses universitaires de France, 2015, VII-481 p., 22 cm (ISBN 978-2-13-060725-0), p. 209-221. — Deuxième édition augmentée ; la première a paru en 2007 chez le même éditeur.
- Maurice Andrieux, « L'Exécution du duc d'Enghien », Les Œuvres libres, 2e série no 122,‎ juillet 1956, p. 165-180.
- Jean-Paul Bertaud, Bonaparte et le duc d'Enghien : le duel des deux France, Paris, R. Laffont, coll. « Les Ombres de l'histoire », 1972, 207 p., 21 cm. — Bibliogr. p. 195-201.
- Jean-Paul Bertaud, « Le Duc d'Enghien », Revue du Souvenir napoléonien, no 452,‎ 2004, p. 2-7.
- Henri Couzin, « Le procès du duc d'Enghien », Bulletin de la Société d'agriculture, lettres, sciences et arts de la Haute-Saône,‎ 1961, p. 15-18.
- Alfred Crépin-Leblond, « Le Procès du duc d'Enghien », dans Cour d'appel d'Orléans : audience solennelle de rentrée du 17 septembre 1956, Orléans, Imprimerie de la République, [1956].
- Noëlle Destremau, Le Duc d'Enghien, erreur politique ou assassinat ?, Jouques, Éd. du Cloître, 1990, 153 p., 20 cm. — Suivi de : La Vie de Louise-Adélaïde de Bourbon-Condé.
- Romain Divisia, Georges Cadoudal et la condamnation du duc d'Enghien : discours, Rennes, Cour d'appel de Rennes, 1973, 75 p., 24 cm. — Discours prononcé le 16 septembre 1972, lors de l'audience solennelle de rentrée.
- Marcel Dupont, Le Tragique destin du duc d'Enghien : l'exécution, les responsables, Paris, Hachette, coll. « Le Rayon de l'histoire », 1938, 253 p., 20 cm.
- « L'Enlèvement du duc d'Enghien », dans Jean-Claude Kerbourc'h, Jean Lanzi, René Duval, Les Grandes énigmes du temps passé, t. 5, Paris, Amis de l'histoire, 1968.
- Paul Lombard, Par le sang d'un prince : le duc d'Enghien, Paris, B. Grasset, 1986, 344 p., 24 cm (ISBN 2-246-31101-2). — Bibliogr. p. 335-340.
- Hervé de Lorgeril, 3 enlèvements politiques : le Masque de fer, le duc d'Enghien, le colonel Argoud, La Ferté-Bernard, Imprimerie Bellanger, 1964, 116 p., 22 cm.
- Maurice Schumann (introduction de Jean Tulard), Qui a tué le duc d'Enghien ?, Paris, Perrin, 1984, 214 p., 20 cm (ISBN 2-262-00327-0). — Avec un choix de documents.
- « Une table ronde en 1824 sur l'exécution du duc d'Enghien », Aux carrefours de l'histoire, no 36,‎ 1960, p. 1408-1423. — Anonyme.

### Publications numériques
- Henri Bardy, « L'Arrestation du duc d'Enghien et le colonel Charlot », dans Miscellanées, t. 1, Saint-Dié, Imprimerie Humbert, 1894 (lire en ligne), p. 3-11. — Il s'agit du colonel Jean-Baptiste-Claude Charlot (cf. notice biographique [lire en ligne]).
- Alexandre Baudouin, « La Suite du procès du duc d'Enghien », dans Anecdotes historiques du temps de la Restauration, Paris, Firmin Didot frères, 1853 (lire en ligne), p. 27-45.
- Jean-Henri de Belonde (publ. par Philippe Tamizey de Larroque), « À la postérité : un document inédit sur l'arrestation et l'assassinat du duc d'Enghien », Revue des questions historiques, vol. 12,‎ 1872, p. 245-247 (lire en ligne). — « Note écrite par un officier de l'ancienne armée française... au moment même où venait de s'accomplir le drame de Vincennes ».
- Théo Bergerat, « Le Duc d'Enghien : détails inédits sur son arrestation », La Nouvelle Revue, vol. 30, no 118,‎ 1er septembre 1904, p. 82-90 (lire en ligne).
- Richard Warwick Bond, « Le Manuscrit original sur l'arrestation du duc d'Enghien », Revue des études napoléoniennes, vol. 29,‎ juillet-décembre 1929. —  1re partie, p. 129-144 [lire en ligne] ; 2e partie, p. 193-198 [lire en ligne] ; 3e partie, p. 257-270 [lire en ligne].
- Pierre-André Boudard, Mémoires, lettres et pièces authentiques touchant la vie et la mort de S. A. S. monseigneur Louis-Antoine-Henri de Bourbon-Condé, duc d'Enghien, Paris, Audin [et] U. Canel, 1823, 295 p. (lire en ligne). — Contient un portrait.
- Alfred Boulay de la Meurthe, Correspondance du duc d'Enghien. Voir la notice ci-dessous.
- Louis-Antoine de Bourbon-Condé (publ. par Alfred Boulay de la Meurthe), Correspondance du duc d'Enghien : 1801-1804, t. 2 : Découverte du complot ; la Sentence de Vincennes, Paris, Alphonse Picard, 1908, 469 p. (lire en ligne).
- François Bournand, « L'Arrestation du duc d'Enghien (d'après des documents inédits) », La Revue indépendante, vol. 12, nos 33-34-35,‎ juillet-septembre 1889, p. 388-396 (lire en ligne).
- Louis Antoine Fauvelet de Bourrienne, « Chapitre XXI : Grands événements de 1804, et chapitre XXII : Coup-d'œil en arrière », dans Mémoires de M. de Bourrienne, ministre d'État de Napoléon, Paris, Ladvocat, 1829 (lire en ligne), p. 296-351. — A donné lieu à la publication suivante : Nicolas Massias, Lettre à M. de Bourrienne sur quelques passages de ses Mémoires relatifs à la mort du duc d'Enghien, Paris, A. Firmin-Didot,1829, 16 p. [lire en ligne]. Cette Lettre a été rééditée avec un post-scriptum dans : Bourrienne et ses erreurs volontaires et involontaires ou Observations sur ses Mémoires (recueillies par A. B. [Jean-Antonin Bulos]), t. 2, Paris, Charles Heideloff [et] Urbain Canel, 1830 (lire en ligne), p. 97-112.
- Armand Brette, « L'Ordre d'arrestation du duc d'Enghien », La Révolution française, vol. 55,‎ juillet-décembre 1908, p. 424-430 (lire en ligne).
- Albert de Broglie, Le Procès et l'exécution du duc d'Enghien, Paris, E. Plon, Nourrit et Cie, 1888, 31 p. (lire en ligne).
- Jean Alexandre Buchon, « Détails inconnus sur l'affaire du duc d'Enghien : extraits d'une conversation avec le roi Joseph Napoléon », La Presse,‎ 9, 10 septembre et 1er octobre 1843, p. 1-3, 1-3 et 3. — 1er article [lire en ligne] ; 2e article [lire en ligne] ; 3e article (intitulé Au rédacteur de La Presse) [lire en ligne]. — A donné lieu aux publications suivantes :
  - M. A. C. L. L. B., Réponse aux articles de M. Buchon intitulés : Détails inconnus sur l'affaire du duc d'Enghien..., Paris, Dentu, 1843, 28 p. (lire en ligne).
  - Hubert de C., Explications urgentes dans l'intérêt de Mme la princesse de Canino, veuve de Lucien Bonaparte, sur quelques allégations d'une brochure qui vient de paraître sous le titre de Réponse aux articles de M. Buchon relatifs à l'assassinat du duc d'Enghien..., Paris, France, 1843, 4 p. (lire en ligne).
- Baptiste Capefigue, « Catastrophe du duc d'Enghien », dans L'Europe pendant le Consulat et l'Empire de Napoléon, t. 4, Paris, Pitois-Levrault et Cie, 1840 (lire en ligne), p. 374-421.
- Jean Augustin Carrié de Boissy, « L'Arrestation du duc d'Enghien », Feuilles d'histoire : du XVIIe au XXe siècle, vol. 3, no 6,‎ 1er juin 1910, p. 526-532 (lire en ligne).
- Armand de Caulaincourt, « Article communiqué », Journal des débats politiques et littéraires,‎ 26 avril 1814, p. 3-4 (lire en ligne). — Caulaincourt publia ce justificatif pour protester contre le rôle qu'on lui prêtait dans l'affaire du duc d'Enghien. Son article provoqua de vives réactions, notamment :
  - N.-Guillaume de Marguerit-Montmeslin, De l'assassinat de Mgr le duc d'Enghien et de la justification de M. de Caulaincourt, Orléans et Paris, chez les marchands de nouveautés, 1814, 50 p. (lire en ligne). — Troisième édition corrigée et augmentée parue sous l'anonymat. On y trouve, p. 38-45, la reproduction d'une brochure imprimée en 1804 et saisie par la police consulaire avant sa diffusion : Anecdotes sur l'arrestation et la mort de M. le duc d'Enghien.
  - Jean Claude Hippolyte Méhée de La Touche, Mémoire à consulter et consultation pour J. C. H. Méhée... contre les auteurs de libelles anonymes et de l'Article communiqué aux journaux qui le mêlent à l'affaire de M. Caulaincour [sic], duc de Vicence, relative à l'arrestation de Mgr le duc d'Enghien, Paris, L'Huillier, 1814, 40 p. (lire en ligne).
  - Voir aussi, plus bas : Jean Hanoteau.
- « Cause présumée de la haine de Napoléon Bonaparte contre le duc d'Enghien [suivie de :] Mort tragique du duc d'Enghien », dans Bibliothèque des souvenirs ou anecdotes curieuses et faits historiques publiés depuis le 31 mars 1814, Paris, Pierre Blanchard, 1814 (lire en ligne), p. 47-57. — Anonyme.
- Jean-Baptiste-Joseph Champagnac, « Assassinat du duc d'Enghien », dans Chronique du crime et de l'innocence..., t. 6, Paris, Ménard, 1833 (lire en ligne), p. 1-12.
- Robert Chantemesse, « Du nouveau sur le duc d'Enghien », Le Figaro (Supplément littéraire),‎ 16 mars 1929, p. 1 (lire en ligne).
- François-René de Chateaubriand (publ. par Edmond Biré), « Mort du duc d'Enghien... », dans Mémoires d'outre-tombe, t. 2, Paris, Garnier frères, [1899] (lire en ligne), p. 409-463.
- Chavard, Réponse à M. le duc de Rovigo... — Voir plus bas : Anne Jean Marie René Savary (duc de Rovigo).
- C. H. DD., Détails historiques sur les derniers moments de monseigneur le duc d'Enghien ou Récit de ce qui s'est passé à Vincennes lors de la mort de ce prince..., Paris, J.-J. Blaise, 1816, 44 p. (lire en ligne).
- Sébastien-Joseph de Comeau de Charry, « Duc d'Enghien », dans Souvenirs des guerres d'Allemagne pendant la Révolution et l'Empire, Paris, Plon-Nourrit, 1900 (lire en ligne), p. 186-195.
- Léon Daudet, « L'Assassinat du duc d'Enghien », dans Deux idoles sanguinaires : la Révolution et son fils Bonaparte, Paris, Albin Michel, 1988 (lire en ligne), p. 205-213. — Paru initialement en 1939.
- Jérôme Delandine de Saint-Esprit, « Mort du duc d'Enghien : 1800-1804 », dans Histoire de Napoléon, t. 1 : République-Consulat, Paris, Mallet, 1841 (lire en ligne), p. 169-192.
- Joseph Dontenville, « La Catastrophe du duc d'Enghien », Napoléon : revue des études napoléoniennes, vol. 25,‎ juillet-décembre 1825, p. 43-69 (lire en ligne).
- « Duc d'Enghien », dans Répertoire général des causes célèbres anciennes et modernes, rédigé par une société d'hommes de lettres (publ. sous la dir. d'Edme-Théodore Bourg, pseudonyme B. Saint-Edme), t. 5 de la 2e série, Paris, Louis Rosier, 1835 (lire en ligne), p. 241-268.
- André Dupin, Pièces judiciaires et historiques relatives au procès du duc d'Enghien, avec le journal de ce prince depuis l'instant de son arrestation, Paris, Baudouin frères, 1823, 40-XXXII p. (lire en ligne). — Pièces précédées d'une Discussion des actes de la commission militaire instituée en l'an II [...] pour juger le duc d'Enghien. — La première édition a paru à Londres (Colburn et Co., 1823) sous le titre : Mémoire de M. Dupin : discussion des actes de la commission militaire instituée en l'an II [...] pour juger le duc d'Enghien [lire en ligne].
- Camille-Hilaire Durand, « Notice historique sur les derniers moments de monseigneur le duc d'Enghien ou Récit de ce qui s'est passé à Vincennes lors de la mort de ce prince », dans Détails particuliers sur la journée du 10 août 1792, par un bourgeois de Paris, témoin oculaire, Paris, Blaise, 1822 (lire en ligne), p. 131-172. — Paru sous l'anonymat.
- Joseph Durieux, « Autour du duc d'Enghien », Revue des études historiques,‎ avril-juin 1935, p. 164-176 (lire en ligne).
- Joseph Durieux, « Le Duc d'Enghien et le sous-lieutenant Rebours », Feuilles d'histoire : du XVIIe au XXe siècle, vol. 4, no 12,‎ 1er décembre 1910, p. 515-516 (lire en ligne).
- Stéphanie Dussieux, « Mort du duc d'Enghien », La Semaine des familles, no 1,‎ 5 avril 1873, p. 8-11, article no 1 (lire en ligne).
- Stéphanie Dussieux, « Mort du duc d'Enghien », La Semaine des familles, no 2,‎ 12 avril 1873, p. 21-23, article no 2 (lire en ligne).
- C. Dutort de Frémayel, Un mot sur les arrestations du duc d'Enghien et des généraux Pichegru et Moreau..., Paris, Petit, Davi et Locard, [1815], XII (lire en ligne).
- Jean d'Elbée, La Mort du duc d'Enghien. — Voir plus bas : André de Maricourt.
- « Exhumation du duc d'Enghien », dans Paris de 1800 à 1900 (publ. sous la dir. de Charles Simond), t. 1er, Paris, Plon, 1900 (lire en ligne), p. 357-361. — Texte du Procès-verbal de l'exhumation du corps du duc d'Enghien.
- Henri Forneron, « Le Duc d'Enghien », dans Histoire générale des émigrés pendant la Révolution française, t. 3, Paris, E. Plon, Nourrit et Cie, 1890 (lire en ligne), p. 312-340.
- François-Nicolas Dufriche de Foulaines, Réflexions d'un publiciste sur l'ordre d'arrêter Mgr L.-A.-H. de Bourbon-Condé et sur celui de traduire S. A. S. devant une commission militaire spéciale, Paris, chez le Cher [chevalier] de Foulaines, 1819, 45 p. (lire en ligne).
- Armand Fouquier, « Le Duc d'Enghien (1804) », dans Causes célèbres de tous les peuples, t. 3, cahier 13, 62e-63e-64e livraisons, Paris, Lebrun et Cie, 1860 (lire en ligne), p. 1-48. — Édition illustrée.
- Félix de France d'Hézecques, « Le Duc d'Enghien », dans Souvenirs d'un page de la cour de Louis XVI, Paris, Librairie académique Didier, 1873 (lire en ligne), p. 84-94.
- Gautier (du Var), Conduite de Bonaparte relativement aux assassinats de monseigneur le duc d'Enghien et du Mquis [sic] de Frotté, Paris, Ponthieu, 1823, 38 p. (lire en ligne).
- Henri Gourdon de Genouillac, Le Crime de 1804, Paris, E. Dentu, 1873, 346 p. (lire en ligne).
- Jean Hanoteau, « L'Affaire du duc d'Enghien », dans Mémoires du général de Caulaincourt, t. 1, Paris, Plon, 1933 (lire en ligne), p. 53-81.
- Jean Hanoteau, « Caulaincourt et l'affaire du duc d'Enghien », La Revue hebdomadaire, vol. 5,‎ mai 1933, p. 36-61 (lire en ligne). — Voir aussi, plus haut : Armand de Caulaincourt
- Henri-Robert, « La Mort du duc d'Enghien », dans Les Grands procès de l'histoire, t. 3, Paris, Payot, 1924 (lire en ligne), p. 157-197.
- Léonie Houdard, Précis justificatif de l'arrestation et de la condamnation du duc d'Enghien, Saint-Germain-en-Laye, M. Mirvault, 1913, 51 p. (lire en ligne).
- Pierre-Augustin Hulin, Explications offertes aux hommes impartiaux [...] au sujet de la commission militaire instituée en l'an XII pour juger le duc d'Enghien, Paris, Baudouin frères, 1823, 15 p. (lire en ligne).
- Auguste Imbert, « Mort du duc d'Enghien », dans Traits remarquables de l'histoire du règne de Napoléon, depuis sa naissance jusqu'à sa déchéance, Paris, J. B. A. Imbert fils, 1814 (lire en ligne), p. 93-98. — Paru sous l'anonymat.
- Jugement rendu par la commission militaire spéciale, séante à Vincennes, qui condamne à mort Louis-Antoine-Henri de Bourbon, duc d'Enghien..., [Paris], Imprimerie de Mlle Dufour, [1804], 8 p. (lire en ligne).
- Georges Lacour-Gayet, « L'Affaire du duc d'Enghien », dans Talleyrand : 1754-1838, t. 2, Paris, Payot, 1930 (lire en ligne), p. 122-142. — Réédition : Talleyrand (avec une préf. de François Furet), Payot, 1990. . Voir aussi, plus bas : Charles-Maurice de Talleyrand-Périgord.
- Charles de Lacretelle, « Procès et mort du duc d'Enghien », dans Histoire du Consulat et de l'Empire, t. 2, Paris, Amyot, 1846 (lire en ligne), p. 343-379.
- Alphonse de Lamartine, « Napoléon à la Malmaison ; Ses préparatifs pour la mort du duc d'Enghien ; Interrogatoire du duc d'Enghien ; Son jugement ; Sa condamnation ; Son exécution », dans Œuvres complètes... publiées et inédites : Histoire de la Restauration, t. 2, vol. 18, Paris, chez l'auteur, 1861 (lire en ligne), p. 3-33.
- Emmanuel de Las Cases, « Sur les difficultés de l'histoire : Georges, Pichegru, Moreau, le duc d'Enghien », dans Mémorial de Sainte-Hélène, t. 7, Paris, [chez] l'auteur, 1823 (lire en ligne), p. 310-339.
- G. Lenotre, « L'Exécution du duc d'Enghien : 21 mars 1804 », Lectures pour tous,‎ mars 1904, p. 463-477 (lire en ligne).
- C. Libert, « Le Duc d'Enghien », Les Contemporains, no 402,‎ 24 juin 1900 (8e année), p. 1-16 (lire en ligne).
- « Louis-Antoine-Henri de Bourbon, duc d'Enghien », dans Dictionnaire de la conversation et de la lecture (publ. sous la dir. de William Duckett), t. 8, Paris, Firmin Didot frères, 1860 (lire en ligne), p. 605-607.
- Antoine-François-Nicolas Maquart, Réfutation de l'écrit publié par M. le duc de Rovigo... — Voir plus bas : Anne Jean Marie René Savary (duc de Rovigo).
- N.-Guillaume de Marguerit-Montmeslin, De l'assassinat de Mgr le duc d'Enghien... — Voir plus haut : Armand de Caulaincourt.
- André de Maricourt, La Mort du duc d'Enghien, Paris, Éd. des Portiques, 1931, 250 p. (lire en ligne). — Ouvrage analysé par Jean d'Elbée, « La Mort du duc d'enghien », La Revue hebdomadaire, vol. 1,‎ janvier 1932, p. 236-241 (lire en ligne).
- Nicolas Massias, Lettre à M. de Bourrienne sur quelques passages de ses Mémoires. — Voir plus haut : Louis Antoine Fauvelet de Bourrienne.
- Jean Claude Hippolyte Méhée de La Touche, Mémoire à consulter... contre les auteurs de libelles... qui le mêlent à l’affaire... relative à l’arrestation de Mgr le duc d’Enghien. — Voir plus haut : Armand de Caulaincourt.
- Claude François de Méneval, Lettre à M. Thiers sur quelques points de l'histoire de l'empereur Napoléon et sur la mort du duc d'Enghien, Paris, H. Belloye, 1839, 111 p. (lire en ligne).
- Claude François de Méneval, « Un récit inédit de Méneval », Le Figaro (Supplément littéraire),‎ 16 mars 1929, p. 1-2 (lire en ligne).
- Jean-François Mielle, Un Français, sur l'Extrait des Mémoires de M. Savary... — Voir plus bas : Anne Jean Marie René Savary (duc de Rovigo).
- La Mort du duc d'Enghien, petit-fils du grand Condé, [Paris], Imprimerie de Chapoulaud, [ca 1816], [7] (lire en ligne). — Anonyme.
- Mosbourg (Comte de), « Murat et le duc d'Enghien », La Revue de Paris, no 11,‎ 1er juin 1909, p. 456-469 (lire en ligne).
- Murat (Prince), « L'Affaire du duc d'Enghien », La Revue de Paris, no 11,‎ 1er juin 1909, p. 449-455 (lire en ligne).
- Notice historique et circonstanciée sur l'assassinat de très haut et très puissant seigneur Louis-Antoine-Henri de Bourbon-Condé, duc d'Enghien, Paris, Patris, avril 1814, 28 p. (lire en ligne). — Anonyme. Parfois attribué au comte Armand-Charles-Daniel de Firmas-Périés.
- « Notices historiques sur S. A. S. Mgr le duc d'Enghien, fusillé par ordre de Bonaparte dans le bois de Vincennes », dans Coup d'œil sur les relations politiques de la Russie avec la France, Londres, Imprimerie de W. Spilsbury, 1804 (lire en ligne), p. 38-79.
- Auguste Nougarède de Fayet, Recherches historiques sur le procès et la condamnation du duc d'Enghien, Paris, Comptoir des imprimeurs, 1844, 2 vol. — Tome 1er [lire en ligne] ; tome 2 [lire en ligne].
- Dominique Picard, « 21 mars 1804 : il y a deux siècles, le duc d'Enghien était fusillé dans les fossés du château de Vincennes », Bulletin de la Société des amis de Vincennes, no 54,‎ 2003, p. 23-31 (lire en ligne).
- Léonce de Piépape, « Les Condéens à la paix de Lunéville (1801-1802) ; Enghien à Ettenheim ; les Préparatifs de l'enlèvement du duc d'Enghien ; l'Enlèvement du duc d'Enghien : Ettenheim, Strasbourg et Vincennes ; le Drame de Vincennes, la commission militaire ; le Jugement et l'exécution », dans Histoire des princes de Condé au XVIIIe siècle, t. 2, Paris, Plon-Nourrit, 1913 (lire en ligne), p. 348-502.
- Noël-Laurent Pissot, Le Mea maxima culpa de Buonaparte, l'aveu de ses perfidies et de ses cruautés ; suivis de la relation véridique de ce qui s'est passé à l'enlèvement et à la mort du duc d'Enghien, Paris, chez les marchands de nouveautés, [1814], 15 p. — Signé « N. L. P*** ». Autre édition, la même année, sous le titre : Le Mea culpa de Napoléon Bonaparte... (Paris, chez Aubry, au Palais de justice, n° 37) [lire en ligne].
- Armand de Pontmartin, Le Duc d'Enghien (1772-1804). Voir plus bas : Henri Welschinger.
- « Procès du duc d'Enghien », dans Causes politiques célèbres du dix-neuvième siècle rédigées par une société d'avocats et de publicistes, t. 1, Paris, H. Langlois fils et Cie, 1826, 64 p. (lire en ligne).
- Procès-verbal de l'exhumation du corps de monseigneur le duc d'Enghien, qui a eu lieu le 20 mars 1816, en exécution des ordres du roi, Paris, Imprimerie royale, 1816, 18 p. (lire en ligne). — Autre édition, en 1818 (Paris, L.-A. Pitou), avec une dédicace de Louis Ange Pitou.
- Yves Quéré, « Mars 1804 : Henri de Bourbon-Condé, duc d'Enghien... », Bulletin de la Société des amis de Vincennes, no 54,‎ 2003, p. 54-56 (lire en ligne).
- Claude-Marie Raudot, « Le Duc d'Enghien, les Bourbons », dans Napoléon Ier peint par lui-même, Paris, E. Dentu, 1865 (lire en ligne), p. 57-69.
- Jean-Joseph Regnault-Warin, « Examen de l'affaire du duc d'Enghien... », dans Introduction à l'histoire de l'Empire français, ou Essai sur la monarchie de Napoléon, t. 1, [Paris], P. Domère, 1821 (lire en ligne), p. 224-236.
- Relation véridique de ce qui s'est passé à l'enlèvement et à la mort du duc d'Enghien, ordonnés par Napoléon Bonaparte, s. l., s. n., s. d., 7 p. (lire en ligne). — Anonyme.
- Paul Robert, « Le Duc d'Enghien (1804) », dans Causes célèbres politiques depuis le 16e siècle jusqu'à nos jours, Paris, G. de Gonet, 1846 (lire en ligne), p. 175-186.
- Émile Marco de Saint-Hilaire, « Le Duc d'Enghien : étude historique, suivie de pièces justificatives », dans Mémoires d'un page de la cour impériale (1804-1815), Paris, Boulé, 1848 (lire en ligne), p. 280-347. — On trouve dans les Pièces justificatives : Journal du duc d'Enghien écrit par lui-même, et dont l'original a été remis au Premier consul, le 1er germinal an XII (le jeudi 22 mars 1804) (p. 336-338) ; Procès-verbal d'enquête concernant l'exhumation du corps du duc d'Enghien, en exécution des ordres du roi (p. 338-345).
- Saint-René Taillandier, « La Mort du duc d'Enghien », dans Le Général Philippe de Ségur : sa vie et son temps, Paris, Didier et Cie, 1875 (lire en ligne), p. 207-227. — Voir aussi le début du chapitre suivant.
- Jacques-Barthélemy Salgues, « Assassinat du duc d'Enghien », dans Mémoires pour servir à l'histoire de France sous le gouvernement de Napoléon Buonaparte..., t. 5, Paris, J.-G. Dentu, 1825 (lire en ligne), p. 289-360.
- Jacques-Barthélemy Salgues, « Digression sur les divers écrits publiés récemment à l'occasion de la mort du duc d'Enghien », dans Mémoires pour servir à l'histoire de France sous le gouvernement de Napoléon Buonaparte..., t. 5, Paris, J.-G. Dentu, 1825 (lire en ligne), p. 361-393.
- Anne Jean Marie René Savary (duc de Rovigo), Extrait des Mémoires de M. le duc de Rovigo concernant la catastrophe de M. le duc d'Enghien, Paris, Ponthieu, 1823, 68 p. — Les Mémoires du duc de Rovigo, dont ce texte est extrait, n'ont été publiés intégralement qu'en 1828 (voir ci-après). Une nouvelle édition de cet Extrait a paru l'année suivante sous un titre différent : Mémoires historiques sur la catastrophe du duc d'Enghien, Paris, Baudouin frères, coll. « Mémoires sur la Révolution française », 1824, XIV-326 p. (lire en ligne). Cette édition est enrichie de plusieurs documents. Dès sa parution, l'Extrait avait été contesté par différents auteurs, entre autres :
  - Chavard, Réponse à M. le duc de Rovigo ou Opinion d'un ex-commissaire de police, pensionné du roi, sur les motifs qui ont déterminé M. le duc de Rovigo à faire paraître une brochure ayant pour titre : Sur la catastrophe de monseigneur le duc d'Enghien, [Paris], Imprimerie de Moreau, [1823], 4 p. (lire en ligne).
  - F. E. L., Le Duc de Rovigo jugé par lui-même et par ses contemporains, à l'occasion de son écrit sur la catastrophe du duc d'Enghien, Paris, Ponthieu, 1823, 32 p. (lire en ligne).
  - Antoine-François-Nicolas Maquart, Réfutation de l'écrit publié par M. le duc de Rovigo sur la catastrophe du duc d'Enghien..., Paris, Delaunay, Nozeran [et] Petit, 1823, 114-VIII p. (lire en ligne). — « Deuxième édition, augmentée de pièces justificatives importantes. »
  - Jean-François Mielle, Un Français, sur l'Extrait des mémoires de M. Savary relatifs à M. le duc d'Enghien, Paris, Ponthieu, 1823, 52 p. (lire en ligne). — Signé : « M. D. »
- Anne Jean Marie René Savary (duc de Rovigo), Mémoires du duc de Rovigo pour servir à l'histoire de l'empereur Napoléon, t. 2, Paris, A. Bossange, 1828, 491 p. — Voir les chapitres V et VI, p. 47-75 [lire en ligne], et surtout le Chapitre complémentaire sur la catastrophe du duc d'Enghien, p. 335-479 [lire en ligne].
- Henri Schmitt, ancien officier de l'armée de Condé (trad. François Arthur Pernot), Mémoire sur l'arrestation du duc d'Enghien, Dole, L. Bernin, 1895, 15 p. (lire en ligne).
- Walter Scott, Vie de Napoléon Buonaparte..., t. 5, Paris, Treutell et Würtz [et] Charles Gosselin, 1827. — Voir les chapitres V et VI, p. 104-157 [lire en ligne], et la partie intitulée Autres particularités concernant l'arrestation, le procès et la mort du duc d'Enghien, p. 463-501 [lire en ligne].
- Germaine de Staël (éd. par Paul Gautier), « Exécution du duc d'Enghien », dans Dix années d'exil, Paris, Plon-Nourrit, 1904 (lire en ligne), p. 119-128.
- Charles-Maurice de Talleyrand-Périgord, « Arrestation du duc d'Enghien : [lettre de Talleyrand à monsieur le baron d'Edelsheim, ministre d'État] », Revue rétrospective, 2e série, vol. 2,‎ 1835, p. 318-320 (lire en ligne).
- Charles-Maurice de Talleyrand-Périgord, « Mes crimes : 1804, le duc d'Enghien », dans La Confession de Talleyrand : 1754-1838, Paris, L. Sauvaitre, 1891 (lire en ligne), p. 140-144. — Texte apocryphe dû à Charles Joliet.
- Antoine Claire Thibaudeau, Le Consulat et l'Empire, ou Histoire de la France et de Napoléon Bonaparte de 1799 à 1815, Paris, Jules Renouard, 1834, 10 vol. — Voir dans le volume Consulat, t. 3, le chapitre XLI, p. 516-575 [lire en ligne], et dans le volume Empire, t. 1, le chapitre III, p. 97-133 [lire en ligne].
- Adolphe Raymond de Villemur, Monseigneur le duc de Bourbon, prince de Condé (complément) : mort de Mgr le duc d'Enghien, Paris, E. Dentu, 1854, XV-236 p. (lire en ligne). — Fait suite à : Monseigneur le duc de Bourbon : notice historique sur la vie et la mort de Son Altesse Royale, du même auteur (Paris, P. Devarenne, 1852).
- Louis Constant Wairy (dit Constant), Le Duc d'Enghien d'après les documents authentiques, Paris, A. Le Chevalier, coll. « Les Grands procès politiques », 1869, IV-207 p. (lire en ligne). — Par le premier valet de chambre de Napoléon.
- William Warden (éd. par Augustin Cabanès), « La Mort du duc d'Enghien », dans Napoléon jugé par un Anglais, Paris, Henri Vivien, 1901 (lire en ligne), p. 216-220.
- Henri Welschinger, Le Duc d'Enghien : l'enlèvement d'Ettenheim et l'exécution de Vincennes, Paris, Plon-Nourrit, 1913, XI-481 p. (lire en ligne). — Nouvelle édition revue et augmentée. La première a paru en 1888 et a été analysée par Armand de Pontmartin, « Le Duc d'Enghien (1772-1804) », dans Souvenirs d'un vieux critique, t. 10, Paris, Calmann Lévy, 1889 (lire en ligne), p. 307-321.
- Henri Welschinger, L'Europe et l'exécution du duc d'Enghien, Amiens, Imprimerie Delattre-Lenoël, 1890, 43 p. (lire en ligne). — Extrait de la Revue de la Société des études historiques, vol. 8 de la 4e série, 1890.
- Henri Welschinger, « M. de Talleyrand et le duc d'Enghien », Le Figaro,‎ 18 janvier 1893, p. 3 (lire en ligne).
- Henri Welschinger, « Le Procès du duc d'Enghien », Revue catholique des institutions et du droit,‎ novembre 1903, p. 417-431 (lire en ligne).